# Wyoming Highway 14
Der Wyoming Highway 14 (kurz: WYO 14) ist eine 0,58 km lange State Route im US-Bundesstaat Wyoming. Die Straße ist auch als Airport Road bekannt. Bis 1965 war die Straße offiziell als Wyoming Highway 14 anerkannt, danach war sie das nicht mehr, allerdings wird sie noch so genannt.

## Route
Der Wyoming Highway 14 ist mit einer Länge von nur 0,58 km eine der kürzesten Strecken des Staates. Er verbindet den Laramie Regional Airport nahe Laramie mit dem Wyoming Highway 130.

## Name
Aufgrund von Verwirrung rund um den Namen wurde die Route 1965 in US 14A umbenannt. In den 1960er Jahren wurde die Straße teils in die Interstate 90 und den U.S. Highway 14 integriert.

## Belege
1. ↑  AARoads: Wyoming State Route Log: 1 through 99. Abgerufen am 17. September 2021 (amerikanisches Englisch).